# 폴렛섬

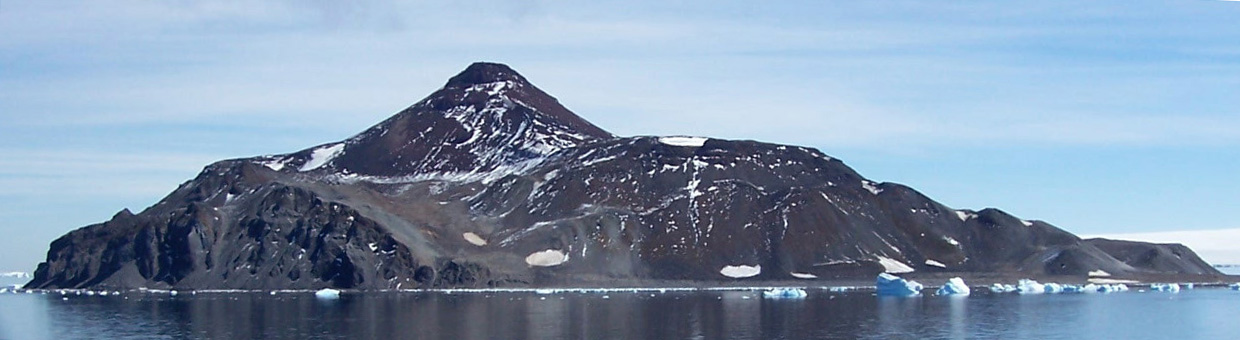
폴렛 섬

폴렛섬(Paulet Island)은 직경 약 1.6km의 원형 섬이다. 남극 반도의 북쪽 끝에 위치해 있다. 용암으로 생성되었으며, 정상에 작은 분화구를 가진 언덕이 있다. 지열 때문에 섬에 일부분에는 얼음으로 뒤덮여 있지 않은 지역이 있다. 폴렛 섬은 제임크 클라크 로스가 인솔했던 영국의 탐험대(1839년 ~ 1843년)가 발견하였고, 그가 영국 해군 제독인 조지 폴렛 경의 이름을 따서 명명하였다.